# آي تربل إي 802.7
 آي تربل إي 802.7 يعد معيارًا فرعيًا لمعيار آي تربل إي 802 الذي يغطي شبكات المنطقة المحلية ذات النطاق العريض. أصدرته مجموعة العمل التابعة لمعهد مهندسي الكهرباء والإلكترونيات، التي تحمل نفس اسم البروتوكول، كتوصية في عام 1989، ولكن المجموعة حاليًا غير نشطة وفي حالة سبات.